# Swallow, Lincolnshire
Swallow är en ort och civil parish i Storbritannien.   Den ligger i grevskapet Lincolnshire och riksdelen England, i den sydöstra delen av landet, 220 km norr om huvudstaden London. Swallow ligger 49 meter över havet och antalet invånare är 200.
Terrängen runt Swallow är platt. Runt Swallow är det tätbefolkat, med 266 invånare per kvadratkilometer. Närmaste större samhälle är Grimsby, 11,7 km nordost om Swallow. Trakten runt Swallow består till största delen av jordbruksmark.